# Kameni most kod Ložišća
Kameni most nalazi se kod Ložišća, općina Milna, na otoku Brač.

## Opis
Duboka udolina koja vodi od polja sela Ložišća do Vičja luke i kojom su prolazili bujični potoci, premošćena je kamenim mostom u 19. stoljeću. Most je građen na jedan luk s oblim kontraforima, a nakon što je 1897. srušen nevremenom odmah je obnovljen što evocira spomen-ploča nad lukom. Most se ubraja u raritetna tehnička rješenja i spomenik je inženjerije 19. stoljeća.

## Zaštita
Pod oznakom Z-1871 zaveden je kao nepokretno kulturno dobro - pojedinačno, pravna statusa zaštićena kulturnog dobra.

## Vanjske poveznice
|  | Zajednički poslužitelj ima još gradiva o temi Kameni most kod Ložišća |